# Santomasia steyermarkii
Santomasia es un género monotípico de plantas con flores perteneciente a la familia Hypericaceae. El género fue descrito por Norman Keith Bonner Robson en el año 1981. Su única especie: Santomasia steyermarkii (Standl.) N.Robson, es originaria de México y Guatemala.

## Taxonomía
Santomasia steyermarkii fue descrita por (Standl.) N.Robson   y publicado en Bulletin of the British Museum (Natural History), Botany 8(2): 62. 1981.
Sinonimia
- Hypericum steyermarkii Standl. basónimo[1]